# 弼德院
弼德院，中國清朝中央機構之一，創設於1911年5月8日（宣統三年四月初十），是清朝末年為實行憲政而成立的“上備顧問，參議國務”的專職參議機構。為皇帝親臨顧問國務的地方，院內置院長、副院長各1人，顧問大臣32人，參議10人，秘書廳秘書長1人，初設院長為陸潤庠，榮慶為副院長。

## 职官
以下如无说明，为宣統三年四月初十（1911年5月8日）任命：
- 院长：陸潤庠（六月十五日（1911年7月10日）解职）、榮慶（六月十五日（1911年7月10日）任）、奕劻（九月十一日（1911年11月1日）任）
- 副院长：榮慶（六月十五日（1911年7月10日）升院长）、邹嘉来（六月十五日（1911年7月10日）任）

以下为闰六月廿日（1911年8月14日）任命的庆亲王内阁弼德院成员：
- 秘书长：田智枚
- 顾问大臣：贝子载振、陆润庠、增祺、陈宝琛、丁振铎、姚锡光、沈云沛、誠勳、清锐、朱祖谋、礼亲王世铎（宗人府令兼任）、奎俊（内务府大臣兼任）、继禄（内务府大臣兼任）；全体国务大臣均兼充（国务大臣见庆亲王内阁）。
- 参议：景瑗、施愚、陈云诰、恩华、陶葆廉、张一麐、吴廷燮（法制院参议兼任）、陈懋鼎（外务部右参议兼任）、林灏深（学部左参议兼任）、诚璋（农工商部左参议兼任）

以下为九月十一日（1911年11月1日）任命的袁世凯内阁弼德院成员：
- 院长：慶親王奕劻
- 顾问大臣：那桐、徐世昌、荣庆

以下为九月廿六日（1911年11月16日）任命的袁世凯内阁弼德院成员：
- 顾问大臣：绍昌、林绍年、陈邦瑞、王垿、吴郁生、恩顺（十二月廿日（1912年2月7日）死）[1]

### 引用
1. ↑  錢實甫編，清代職官年表，北京：中华书局，1980年，p.3094.